# サーペンタイン
サーペンタイン(英:Serpentine)は、アイルランド、オーストラリアの競走馬である。主な勝ち鞍は2020年ダービーステークス。

## 戦績

### 2歳(2019年)
9月17日ゴールウェイ競馬場の未勝利戦でデビューしたが、11頭立てで勝ち馬から16馬身差の10着と惨敗する。

### 3歳(2020年)
3歳初戦となった6月12日カラ競馬場の未勝利戦に1番人気で出走するも5着。6月27日カラ競馬場の未勝利戦では後続馬に9馬身差をつけて逃げ切り、3戦目で初勝利を挙げる。その後は新型コロナウイルス感染拡大の影響により7月4日に延期となったダービーステークスに中6日のローテーションで参戦。8番人気タイという評価であったが、好スタートからハナに立つと大逃げの展開に持ち込み直線で10馬身以上のセーフティリードを保つと、有力馬のカメコやイングリッシュキングの追撃も届かず、最後は2着馬ハリーファサットに5馬身半差をつけG1初制覇を飾った。騎乗したエメット・マクナマラはテン乗りで初のダービー制覇、エイダン・オブライエン調教師はアンソニーヴァンダイクに続く連覇で、史上最多のダービー8勝目を挙げた。
秋シーズン初戦は9月に順延したパリ大賞典にクリストフ・スミヨンが騎乗。大逃げの前走とは異なりノーベルプライズに続く3番手でのレース運びとなった。同馬を含めた先頭勢は最後の直線で伸びを欠け、後方から来た前年勝ち馬ジャパンの弟であるモーグルの4着に終わった。その後はクリストフ・スミヨンを鞍上に迎え凱旋門賞に出走予定であったが、オブライエン厩舎で使用されているゲイン社の飼料から禁止薬物が検出されたことを受け、同馬含む4頭の尿検査が実施された。結果、4日朝（日本時間）に陽性であることが判明、出走取消となった。その後、10月17日のチャンピオンステークスに出走したがアデイブの4着に敗れて3歳シーズンを終える。

### 4歳(2021年)
5月22日のタタソールズゴールドカップで始動したがブービーの7着に敗れると、長距離路線に矛先を変えて6月のゴールドカップに出走するも8着。7月のグッドウッドカップでは6着という結果であった。

### 5歳(2022年)～8歳（2025年）
休養中に去勢し、オーストラリアのR.ヒックモット厩舎へ移籍。2022年7月2日のリステッド・WChSファイナルに出走したが12着と大敗すると、その後も勝ち星を挙げることなくG.ウォーターハウス&A.ボット厩舎へ再び転厩する。再転厩初戦となった2023年4月イーグルファーム競馬場のハンデキャップ競走で約2年10カ月ぶりの勝利を飾るも、その後は勝ち星から遠ざかっていたが、2024年3月9日のランドウィックシティステークス（L）に勝利すると、続く3月30日のG3ネヴィルセルウッドステークスでは好スタートからハナを奪い、直線入口で後続を突き離すと最後は中団から追い込んできたゼイレックの追撃を振り切り2020年英ダービー以来の重賞制覇を果たした。しかし、その後のレースでは着外続きとなり8歳となった2025年1月1日のG2パースカップ14着を最後に現役を引退した。

## 競走成績
| 出走日     | 競馬場         | 競走名                | 格 | 距離    | 着順 | 騎手         | 着差       | 1着（2着）馬      |
| ---------- | -------------- | --------------------- | -- | ------- | ---- | ------------ | ---------- | ----------------- |
| 201909.17  | ゴールウェイ   | 未勝利戦              |    | 芝1710m | 10着 | W.ローダン   | 16馬身     | Persia            |
| 202006.12  | カラ           | 未勝利戦              |    | 芝2000m | 5着  | S.ヘファナン | 2 1/2馬身  | Galileo Chrome    |
| 0000.06.27 | カラ           | 未勝利戦              |    | 芝2000m | 1着  | W.ローダン   | 9馬身      | (Monument Valley) |
| 0000.07.04 | エプソム       | 英ダービー            | G1 | 芝2410m | 1着  | E.マクナマラ | 5 1/2馬身  | (Khalifa Sat)     |
| 0000.09.13 | パリロンシャン | パリ大賞典            | G1 | 芝2400m | 4着  | C.スミヨン   | 4 1/4馬身  | Mogul             |
| 0000.10.17 | アスコット     | 英チャンピオンS       | G1 | 芝1990m | 4着  | W.ビュイック | 6 1/4馬身  | Addeybb           |
| 202105.23  | カラ           | タタソールズゴールドC | G1 | 芝2100m | 7着  | W.ローダン   | 17 1/2馬身 | Helvic Dream      |
| 0000.06.17 | アスコット     | ゴールドC             | G1 | 芝3990m | 8着  | R.ムーア     | 24 1/4馬身 | Subjectivist      |
| 0000.07.27 | グッドウッド   | グッドウッドC         | G1 | 芝3200m | 6着  | R.ムーア     | 10馬身     | Trueshan          |

## 血統表
| サーペンタインの血統       | サーペンタインの血統                | サーペンタインの血統                | （血統表の出典）                    | （血統表の出典） |
| 父系                       | サドラーズウェルズ系                | サドラーズウェルズ系                | サドラーズウェルズ系                | [ § 2 ]          |
| 父 Galileo 1998 鹿毛       | 父の父Sadler's Wells 1981 鹿毛      | Northern Dancer                     | Nearctic                            | Nearctic         |
| 父 Galileo 1998 鹿毛       | 父の父Sadler's Wells 1981 鹿毛      | Northern Dancer                     | Natalma                             |                  |
| 父 Galileo 1998 鹿毛       | 父の父Sadler's Wells 1981 鹿毛      | Fairy Bridge                        | Bold Reason                         | Bold Reason      |
| 父 Galileo 1998 鹿毛       | 父の父Sadler's Wells 1981 鹿毛      | Fairy Bridge                        | Special                             |                  |
| 父 Galileo 1998 鹿毛       | 父の母Urban Sea 1989 栗毛           | Miswaki                             | Mr Prospector                       | Mr Prospector    |
| 父 Galileo 1998 鹿毛       | 父の母Urban Sea 1989 栗毛           | Miswaki                             | Hopespringseternal                  |                  |
| 父 Galileo 1998 鹿毛       | 父の母Urban Sea 1989 栗毛           | Allegretta                          | Lombard                             | Lombard          |
| 父 Galileo 1998 鹿毛       | 父の母Urban Sea 1989 栗毛           | Allegretta                          | Anatevka                            |                  |
| 母 Remember When 2007 栗毛 | 母の父Danehill Dancer 1993 鹿毛     | Danehill                            | Danzig                              | Danzig           |
| 母 Remember When 2007 栗毛 | 母の父Danehill Dancer 1993 鹿毛     | Danehill                            | Razyana                             |                  |
| 母 Remember When 2007 栗毛 | 母の父Danehill Dancer 1993 鹿毛     | Mira Andonde                        | Sharpen Up                          | Sharpen Up       |
| 母 Remember When 2007 栗毛 | 母の父Danehill Dancer 1993 鹿毛     | Mira Andonde                        | Lettre d'Amour                      |                  |
| 母 Remember When 2007 栗毛 | 母の母Lagrion 1989 栗毛             | Diesis                              | Sharpen Up                          | Sharpen Up       |
| 母 Remember When 2007 栗毛 | 母の母Lagrion 1989 栗毛             | Diesis                              | Doubly Sure                         |                  |
| 母 Remember When 2007 栗毛 | 母の母Lagrion 1989 栗毛             | Wrap It Up                          | Mount Hagen                         | Mount Hagen      |
| 母 Remember When 2007 栗毛 | 母の母Lagrion 1989 栗毛             | Wrap It Up                          | Doc Nan                             |                  |
| 母系(F-No.)                | 9号族(FN:9-c)                       | 9号族(FN:9-c)                       | 9号族(FN:9-c)                       | [ § 3 ]          |
| 5代内の近親交配            | Northern Dancer 3×5、Sharpen Up 4×4 | Northern Dancer 3×5、Sharpen Up 4×4 | Northern Dancer 3×5、Sharpen Up 4×4 | [ § 4 ]          |
| 出典                       | 1. 2. 3. 4.                         | 1. 2. 3. 4.                         | 1. 2. 3. 4.                         | 1. 2. 3. 4.      |

- 主な近親にディラントーマス、ダノンマッキンリー。